# The Royal Concept
The Royal Concept (TRC) är en svensk musikgrupp inom genren indierock från Stockholm bildat 2011. Gruppen består av David Larson (sång, gitarr och keyboard), Filip Bekic (gitarr), Magnus Nilsson (bas) och Povel Olsson (trummor).

## Historia
Gruppen bildades i Stockholm år 2011 och gav samma år ut singlarna D-D-Dance och Gimme Twice. Låtarna spelades ofta på P3 och låg samtidigt 1:a och 2:a på "Hype machines" topplista över världens mest omskrivna låtar i bloggvärlden.[källa behövs] I april 2012 skrev TRC kontrakt med det amerikanska skivbolaget Lava Records och i juni gav man ut EP:n The Royal Concept EP.
I september 2013 gav bandet ut sitt debutalbum Goldrushed som innehåller singeln On Our Way som blev titelspår till tv-spelet FIFA 14. Den amerikanska TV-serien Glee gjorde en egen version av låten. Även låtarna Goldrushed och Smile har använts i FIFA-spelen.
Från albumet gick låten Cabin Down Below, med ett saxofonsolo av Kenny G, in på Svensktoppen den 9 mars 2014. 

## Medlemmar
- David Larson - sång, gitarr och keyboard
- Filip Bekic - gitarr, körsång
- Magnus Nilsson - bas, körsång
- Povel Olsson - trummor, körsång
- Jonatan Larson (medlem live) - keyboard, körsång

## Diskografi

### Album
- 2013 – Goldrushed
- 2019 – The Man Without Qualities

### EP
- 2012 – The Royal Concept EP
- 2015 – Smile

### Singlar
- 2011 – D-D-Dance
- 2011 – Gimme Twice
- 2011 – On Our Way
- 2012 – World on Fire
- 2019 – Need to Know